# 群の圏
数学の一分野である圏論における群の圏（ぐんのけん、英: category of groups）Grp は、群すべてからなる類を対象の類とし、群準同型を射とする圏。作り方からこれは具体圏を成す。代数学における群論は、この圏の研究であるとみなすこともできる。

## 他の圏との関係
Set を集合の圏、Mon をモノイドの圏として、群の圏 Grp からの二種類の忘却函手 M: Grp → Mon（群から可逆構造を忘れたモノイドを対応させる函手）および U: Grp → Set（群からその台集合を取り出す函手）を考えよう。
このうち M は二つの随伴函手を持つ。それは、右随伴 I: Mon → Grp と左随伴 K: Mon → Grp だが、具体的に I: Mon → Grp は各モノイドにその可逆元全体の成す部分モノイドを対応させる函手であり、また K: Mon → Grp は各モノイドにそのグロタンディーク群を対応させる函手である。
もう一方の忘却函手 U: Grp → Set は左随伴として各集合にそれが生成する自由群を対応させる自由函手を持つ。各集合にそれが生成する自由モノイドを対応させる自由函手を F とすれば、U の左随伴は合成函手 KF: Set → Mon → Grp に等しい。

## 性質
- 群の圏 Grp における単型射（圏論的単射）はまさに単準同型であり、全型射（圏論的全射）は全準同型、同型射は双射準同型が与える。
- 群の圏 Grp は完備かつ余完備である。Grp における圏論的直積はちょうど群の直積で与えられるが、圏論的直和は群の自由積で与えられる（これが群の直和でないことに注意すべきである。群の直和は制限直積として与えられる）。Grp の零対象は単位元のみからなる自明群 {1} である。
- 群の圏 Grp における任意の射 f: G → H は圏論的核を持つ（それは通常の代数学的な核 ker f = {x ∈ G  |  f(x) = e} で与えられる）。また余核が、H を f(H) の H における正規包（英語版） で割った剰余群によって与えられる。アーベル群の圏 Ab の場合と異なり、Grp の任意の射が自身の余核の核に等しいことは期待できない。

## 非アーベル圏
アーベル群の圏 Ab は群の圏 Grp の充満部分圏であるが、Ab がアーベル圏を成すのに対し Grp は非アーベルである。実際に、Grp は二つの群準同型の「和」を定義する自然な方法が存在しないから、加法圏ですらない。
実例として、三次対称群 S3 上の自己準同型全体の成す集合 E ≔ Hom(S3, S3) を考えよう。E は位数 10 である（そのうちの一つの元は、任意の元を単位元に写す零準同型 z であり、E の任意の元に z を左または右から掛けるとその積は z に等しい。三つは、位数 2 の部分群（これが全部で三つある）への射影であり、これらは各々同じ側から何度掛けても自分自身となるような元になる。残りの六つは自己同型となる）。仮に Grp が加法圏であったならば、この集合 E は位数 10 の環（自己準同型環）を成さなければならない。任意の環において零元 0 はその任意の元 x に対して 0⋅x = x⋅0 = 0 を満たす元（吸収元）として規定されるものであるから、E の零元は零準同型 z がそれであるはずである。しかし、E のどの二つの非零元も掛けて z になることはないから、つまり E は零因子を持たない有限環でなければならないことになる。ウェダーバーンの小定理により、零因子を持たない有限環は有限体であるが、有限体の位数は必ず素数の冪でなければならないから、位数 10 の E は有限体ではありえない。これは不合理。

## 完全系列
群の圏 Grp において完全系列の概念が意味を成し、アーベル圏論におけるいくつかの結果、例えば9項補題や5項補題およびそれらの帰結が Grp において成立する。他方、蛇の補題は Grp では成り立たない。